# Jimena av Pamplona
Jimena av Pamplona, född 848, död 912, var en drottning av Asturien, gift med kung Alfons III av Asturien.
Hon anges traditionellt ha varit dotter till kung García Íñiguez av Pamplona (Navarra), även om detta inte är bekräftat. Hon är bekräftad som gift med Alfons senast år 874, då den första av flera donationer de gjorde finns dokumenterad. Jimena deltog år 910 på sina söners sida i deras uppror mot Alfons, som fick honom avsatt. 
Barn
1. Fruela II av León
2. García I av León
3. Ordoño II av León